# Mimudea subplanalis
Mimudea subplanalis là một loài bướm đêm trong họ Crambidae.